# Nižná Jablonka
Nižná Jablonka es un municipio del distrito de Humenné en la región de Prešov, Eslovaquia, con una población estimada a final del año 2024 de 138 habitantes.
Se encuentra ubicado al sureste de la región, cerca de los ríos Cirocha y Laborec (cuenca hidrográfica del río Tisza) y de la frontera con la región de Košice.

## Demografía
| Año        | 1994 | 2004    | 2014    | 2024     |
| ---------- | ---- | ------- | ------- | -------- |
| Población  | 183  | 177     | 186     | 138      |
| Diferencia |      | −3,27 % | +5,08 % | −25,80 % |

| Año        | 2023 | 2024    |
| ---------- | ---- | ------- |
| Población  | 136  | 138     |
| Diferencia |      | +1,47 % |